# BAM! Entertainment
BAM! Entertainment, Inc. (tidigare Bay Area Multimedia, Inc.) är ett amerikanskt vilande datorspelsförlag baserat i San Jose, Kalifornien, Kalifornien. Företaget grundades av Ray Musci i oktober 1999.